# Niels Nkounkou
Niels Patrick Nkounkou (Pontoise, 1 november 2000) is een Frans voetballer doorgaans als verdediger speelt. Hij verruilde AS Saint-Étienne in september 2023 voor Eintracht Frankfurt.

## Clubcarrière
Nkounkou speelde in de jeugd voor Cergy Pontoise, FC Rouen, Entente Sannois Saint-Gratien, Stade Brestois en Olympique Marseille. Bij de laatstgenoemde club werd hij eind 2017 bij de selectie van het tweede elftal gehaald. Hiervoor speelde hij in de volgende 2,5 jaar 43 wedstrijden in de CFA. Een debuut in het eerste team bleef uit.
Nkounkou verruilde Marseille in juli 2020 transfervrij voor Everton. Hiervoor maakte hij op 16 september 2020 zijn officiële debuut in het eerste elftal. Trainer Carlo Ancelotti gaf hem een basisplaats in de tweede ronde van de League Cup tegen Salford City (3–0-winst). Hij maakte op 1 november 2020 ook zijn debuut in de Premier League, uit bij Newcastle United. Nkounkou speelde in het seizoen 2020/21 zes officiële wedstrijden voor Everton, maar ook hier bleef een doorbraak uit. De Engelse club verhuurde hem daarom op 31 augustus 2021 voor een jaar aan Standard Luik.
Nkounkou was bij Standard voor het eerst in zijn profcarrière regelmatig basisspeler. Hij speelde dat jaar 23 wedstrijden in de Eerste klasse, waarvan 18 vanaf de aftrap. Na zijn terugkeer in Engeland verhuurde Everton Nkounkou in augustus 2022 voor een halfjaar aan Cardiff City en daarna voor de rest van het seizoen aan AS Saint-Étienne. Met beide teams speelde hij op het tweede niveau. Saint-Étienne lijfde Nkounkou in juli 2023 definitief in. Hij verhuisde echter op de laatste dag van diezelfde transferperiode naar Eintracht Frankfurt, waar hij voor vijf jaar tekende.

## Clubstatistieken
| Seizoen | Club                | Competitie     | Competitie | Competitie | Beker | Beker | Internationaal | Internationaal | Totaal | Totaal |
| Seizoen | Club                | Competitie     | Wed.       | Dlp.       | Wed.  | Dlp.  | Wed.           | Dlp.           | Wed.   | Dlp.   |
| ------- | ------------------- | -------------- | ---------- | ---------- | ----- | ----- | -------------- | -------------- | ------ | ------ |
| 2020/21 | Everton             | Premier League | 2          | 0          | 4     | 0     | —              | —              | 6      | 0      |
| 2021/22 | Everton             | Premier League | 0          | 0          | 1     | 0     | —              | —              | 1      | 0      |
| 2021/22 | → Standard Luik     | Eerste klasse  | 23         | 0          | 2     | 0     | —              | —              | 25     | 0      |
| 2022/23 | → Cardiff City      | Championship   | 18         | 0          | 0     | 0     | —              | —              | 18     | 0      |
| 2022/23 | → Saint-Étienne     | Ligue 2        | 20         | 6          | 0     | 0     | —              | —              | 20     | 6      |
| 2023/24 | Saint-Étienne       | Ligue 2        | 1          | 0          | 0     | 0     | —              | —              | 1      | 0      |
| 2023/24 | Eintracht Frankfurt | Bundesliga     | 29         | 3          | 2     | 0     | 8              | 0              | 39     | 3      |
| 2024/25 | Eintracht Frankfurt | Bundesliga     | 12         | 0          | 3     | 0     | 8              | 0              | 23     | 0      |
| Totaal  | Totaal              | Totaal         | 105        | 9          | 12    | 0     | 16             | 0              | 133    | 9      |

Bijgewerkt op 4 augustus 2025.

## Interlandcarrière
Nkounkou speelde in verschillende Franse nationale jeugdselecties vanaf Frankrijk –18. Hij nam met Frankrijk –21 deel aan het EK –21 van 2023. Nkounkou speelde in 2021 ook een wedstrijd voor het Franse team op de Olympische Zomerspelen 2020.
1 Trapp  ·
3 Theate ·
4 Koch ·
5 Amenda ·
6 Højlund ·
8 Chaïbi ·
9 Matanović ·
11 Ekitike ·
13 Kristensen ·
15 Skhiri ·
16 Larsson ·
17 Wahi ·
18 Dahoud ·
19 Bahoya ·
20 Uzun ·
21 Brown ·
22 Chandler ·
23 Lisztes ·
26 Ebimbe ·
27 Götze ·
28 Wenig ·
29 Nkounkou ·
30 Batshuayi ·
33 Grahl ·
34 Collins ·
35 Tuta ·
36 Knauff ·
38 Bekir Is ·
40 Santos ·
44 Bautista ·
45 Loune ·
47 Fenyő ·
Coach: Toppmöller
· Keeperstrainer: Zimmermann